# Битва при Аргенторате
Би́тва при Аргентора́те (также известна как битва при Страсбурге или Страсбургская битва) — сражение между римскими войсками под командованием Флавия Клавдия Юлиана и значительно превосходящими их по численности войсками алеманнов Хнодомара. Произошло в августе 357 года, став решающим в римско-германской войне 356—360 годов.

## Предыстория

### Алеманны
Предположительно в III веке н. э. германские племена Germania Libera («свободной Германии», германских земель, находившихся за пределами Римской империи) начали объединяться в крупные союзы племён: франков (северо-западная Германия), алеманнов (юго-западная Германия) и бургундов (центральная Германия). Несмотря на сохранявшуюся внутреннюю вражду между племенами, эти союзы из-за своей многочисленности стали представлять большую угрозу для империи.

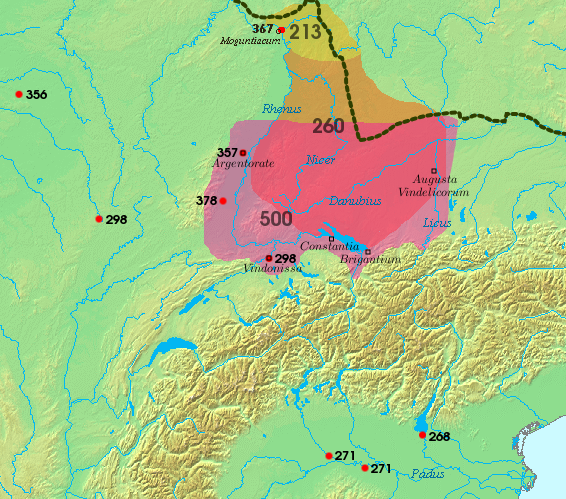
Территория алеманнской конфедерации в различные периоды, регион Декуматские поля (Чёрный лес) отмечен красным.

Алеманны, обитавшие в долине реки Майн в центральной Германии, заняли покинутую римлянами в середине III века область Декуматских полей, более 150 лет относившуюся к римской провинции Верхняя Германия (нынешняя территория Баден-Вюртемберга на юго-западе Германии). На новой территории варвары основали небольшие поселения-кантоны («pagi»), большая часть которых была расположена на восточном берегу реки Рейн (часть из них вдали от прибрежной полосы). Точное количество и протяжённость поселений неизвестны. Постепенно кантоны объединялись в королевства («regna»), власть в которых была более устойчивой и передавалась по наследству.
Общая численность алеманнов того времени оценивалась примерно в 120—150 тыс. человек (в римской Галлии проживало 10 млн человек). У алеманнов сохранялась постоянная межплеменная вражда и борьба, что позволило им получить много профессиональных воинов.
На момент вторжения в Галлию во главе алеманнов находились два верховных вождя — Хнодомар и Вестральп. Фактическим лидером союза племён являлся Хнодомар, сильный и энергичный вождь, прозванный римлянами Gigas («Великан»). Аммиан считал его «душой и зачинщиком всего движения», стоявшим за вторжением в Галлию. Кроме верховного короля были также семь других королей (reges). Упомянутые Аммианом мелкие короли (reguli), возможно, были правителями кантонов. Ниже правителей по положению находилась племенная аристократия (optimates) и воины (armati). Воины составляли профессиональные дружины и ополчения свободных людей. Племенная знать могла собрать отряды, составлявшие в среднем 50 воинов.

### Положение Римской империи

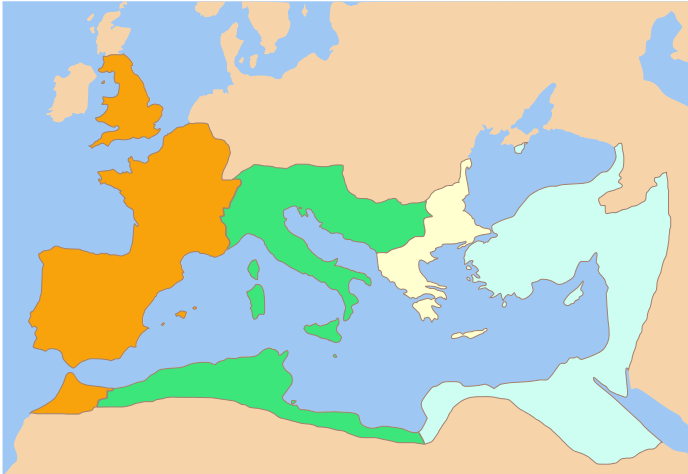
Деление империи между наследниками Константина Великого:
Константин II
Констант
Далмаций Младший
Констанций II

К 350 году Римская империя совместно управлялась двумя сыновьями Константина I в ранге августов: Запад подчинялся Константу, Восток — Констанцию II (третий брат Константин II погиб в окрестностях Аквилеи в сражении с войсками Константа 9 апреля 340 года и был предан проклятию памяти, цезарь Далмаций Младший вместе с братьями и сторонниками покойного императора были убиты Констанцием в Константинополе).
Но в январе Констант был свергнут и убит командиром телохранителей франком Магном Магненцием. Констанцию для борьбы с узурпатором пришлось завершить войну (ок. 337—350) с персидским шахом Шапуром II, заключив с ним перемирие. Во главе имевшихся сил правитель восточной части Римской империи прибыл в Иллирию, и после присоединения местных войск собрал армию в 60 тыс. человек. Магненций выступил против него вместе с галльскими силами (25 тыс. человек) и, возможно, некоторым числом войск саксонских и франкских федератов.

Северо-восточная Галлия и рейнское пограничье к моменту описываемых событий.

Воспользовавшись тем, что римские войска для борьбы с узурпатором ушли с рейнской границы и оставили её без защиты, алеманны и франки начали нападать на восточную Галлию и Рецию. Позднее Либаний обвинял Констанция в подстрекательстве этих племён для ослабления Магненция. Варвары захватили ряд римских фортов вдоль Рейна, уничтожили укрепления и создали постоянные лагеря на западном берегу реки, с которых в 350—353 годах вторгались в Галлию. Сообщалось, что алеманны угнали в рабство из Галлии 20 тыс. римских граждан для работы на полях, что позволило им высвободить ещё большее число воинов для участия в набегах.
В это время война между Констанцием и Магненцием перешла в горячую фазу: в кровопролитных битвах при Мурсе в Нижней Паннонии и у горы Селевк в Галлии обе стороны понесли большие потери. Праздновавший триумф в Медиолане (совр. Милан) Констанций располагал 30-тысячной армией, в то время как силы цезарей Востока и Иллирии были обескровлены. После возобновления нападений персов император был вынужден полностью сосредоточиться на войне с ними. Из-за отвлечения основных сил римской армии на восточную границу Констанций смог выделить для борьбы с германцами лишь 13 тыс. солдат магистра конницы франка Клавдия Сильвана, что составляло только половину от довоенной римской мощи в регионе.

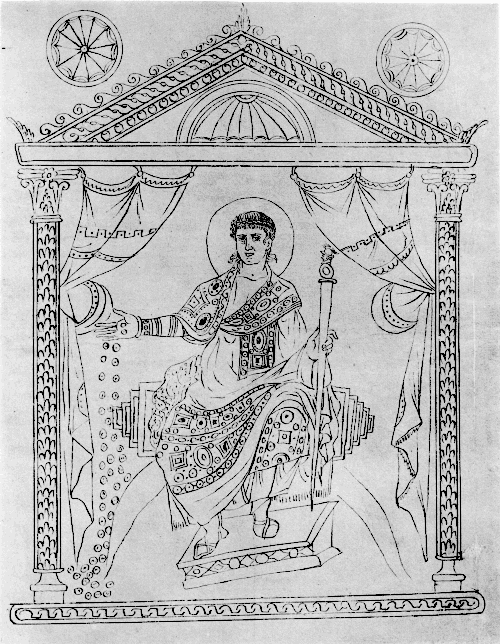
Изображение Констанция II (пр. 337-61) с нимбом. (римский манускрипт Хронографии 354 года).

С помощью имевшихся сил Констанций изгнал в 354 году варваров из Реции и заставил королей южных алеманнов Вадомара и Гундомада заключить мир и союз. Сильван достиг существенного успеха в восстановлении порядка в Галлии, но из-за оскорбления, нанесённого вызовом в имперский суд по ложному обвинению, в 355 году провозгласил себя императором в Colonia Agrippina (Кёльн). В ответ Констанций выслал против него Урсицина с отрядом протекторов-доместиков, среди которых был и Аммиан Марцеллин, которые убили мятежника. После этого император решил отправить для охраны границ подвластной империи Флавия Юлиана, единственного оставшегося в живых (в борьбе за власть Констанций убил двух дядей и семерых двоюродных братьев, включая родного брата Юлиана Константина Галла) представителя династии Константина. 6 ноября 355 года Юлиан был провозглашён цезарем «Трёх Галлий» (диоцезы Британии, Галлии и Испании) и получил имевшиеся в Галлии войска, также не имевший сыновей Констанций женил его на своей дочери. Поскольку Юлиан был единственным близким родственником Констанция, войска в Милане с восторгом приняли известие о его назначении, несмотря на то, что 23-летний Юлиан не имел никакого военного опыта, а до своего провозглашения цезарем занимался изучением философии в Афинах.
После окончания гражданской войны Галлия находилась в состоянии хаоса. Рейнский лимес был полностью разрушен, римские лимитаны были перебиты при захвате крепостей, выжившие бежали в Галлию. Согласно Аммиану, алеманны контролировали города Moguntiacum (Майнц), Borbetomagus (Вормс), Nemetae Vangionum (Шпайер), Tabernae (Саверн), Saliso (Сельц) и Argentorate (Страсбург). За исключением крепости Colonia Agrippina (Кёльн), римляне контролировали лишь небольшой город около неё и два укрепления у Rigodunum (Ремаген) и Confluentes (Кобленц). Варвары постоянно разоряли северо-восточную Галлию, их набеги достигли реки Сены. За считавшийся самоубийственным поход 8-тысячного отряда в центральные области Галлии Сильван был награждён за храбрость. Придворные императора, считая невозможным освобождение Галлии от варваров, полагали, что Констанций намеревался таким образом избавиться от потенциального соперника.

## Война с алеманнами

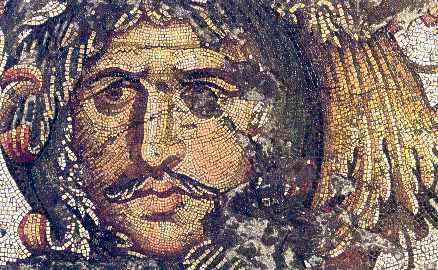
Поверженный вождь варваров, напольная мозаика VI века. Большой дворец, Константинополь.

Констанций выделил своему родственнику отряд сопровождения из 360 всадников, состоящее из 200 схолариев, а также подразделения тяжеловооружённых катафрактариев и небольшого числа конных лучников. По пути из Милана в Taurini (Турин) Юлиан получил известие о взятии франками Кёльна, важнейшего римского города и укрепления на Рейне. Зима 355—356 годов была проведена им во Виенне около Лугдунума (ныне Лион), после чего цезарь отправился в Реми (Реймс), чтобы там соединиться с зимовавшими там войсками Марцелла, сменившего Урсицина на посту magister equitum. Для этого было необходимо пройти через территорию, которую контролировали отряды алеманнов, численность многих из которых была больше или сопоставима с отрядом Юлиана. Во время похода войска цезаря деблокировали окружённый варварами Augustodunum (Отён), а также разгромили в морванских пустошах попытавшийся напасть на них отряд алеманнов.

По прибытии в Реймс на совете со старшими командирами Юлиан решил выдвигаться к Эльзасу для восстановления власти империи в Галлии. Но по дороге у Децемпаги (Дьёз) на его войско с тыла напал большой отряд алеманнов, который едва не уничтожил два вспомогательных легиона. Лишь с помощью других отрядов нападение было отражено. После этого, разбив ещё один отряд варваров, римляне заняли город Бротомаг (Брюмат).

Вид с птичьего полёта на Колонию Агриппину (Кёльн) в римскую эпоху. На противоположном берегу Рейна изображена крепость Дивития, защищавшая подходы к построенному в 310 году мосту и речной маршрут.

После этого цезарь решил восстановить полностью разрушенный Кёльн. Из Меца римская армия через Тревиры (Трир) подошла к Кобленцу, откуда по Рейну добралась до Кёльна. После восстановления укреплений Юлиан заключил мир с франками, что позволило ему сосредоточить все силы на алеманнах.
Чтобы провести зиму 356/357 годов, цезарь выбрал местом зимовки Сеноны около Лютеции (Париж), но поскольку Галлия была сильно разорена, бо́льшая часть войска была размещена в других городах, большинство — в Реймсе под командованием Марцелла. Узнав об уменьшении римского отряда, алеманны осадили Сенс, в котором находился цезарь. Хотя Марцелл не смог прийти на помощь, через месяц варвары отступили, Юлиан не стал их преследовать или делать вылазки во время осады из-за их огромного численного превосходства. В наказание за произошедшее Констанций лишил Марцелла звания magister equitum, которое получил опытный офицер Северус, более ладивший с цезарем.
По военному плану на 357 год, созданному при дворе августа в Медиоланиуме, планировалось заманить находившихся в Восточной Галлии алеманнов в клещи. Для этого Юлиан должен был выдвинуться на восток от Реймса, в то время как 25-тысячная армия под командованием магистра пехоты Барбациона, состоявшая из большей части войск Италии, была послана к Augusta Rauracorum (Аугст) в Реции, чтобы на севере соединиться с цезарем. В случае успеха варвары были бы окружены и уничтожены на юге провинции Германия I (нынешний Эльзас).
Алеманны проигнорировали возможную угрозу и вторглись в Ронскую долину, попытавшись штурмом захватить Лугдунум, крупнейший город региона. Нападение было отбито благодаря сильным укреплениям и храбрости гарнизона, который предположительно состоял из лимитанов. В результате варвары опустошили большую территорию и захватили большую добычу.
Однако обратный путь на Рейн был преграждён римскими армиями. Юлиан на подконтрольной ему территории разместил в засаде на трёх дорогах кавалерийские отряды, которые успешно перехватили и уничтожили возвращавшихся на Рейн алеманнов. Но большая их часть смогла беспрепятственно уйти через участок Барбациона: его заместитель Целла отклонил просьбу двух конных трибунов Валентиниана II (будущего императора) и Байнобавда о размещении их отрядов на пути, которым варвары могли воспользоваться. Отступавшие алеманны достигли нескольких островов на Рейне рядом с Аргенторатом, куда для большей безопасности переместили свои лагеря. Но Юлиан продолжал их энергично преследовать. Благодаря засухе римские солдаты смогли перейти вброд на один из островов и перебить находившихся там варваров, позднее римляне с той же целью успешно провели специальную экспедицию. После этого варвары покинули остальные острова, переправив имущество, людей и награбленное на другую сторону Рейна.

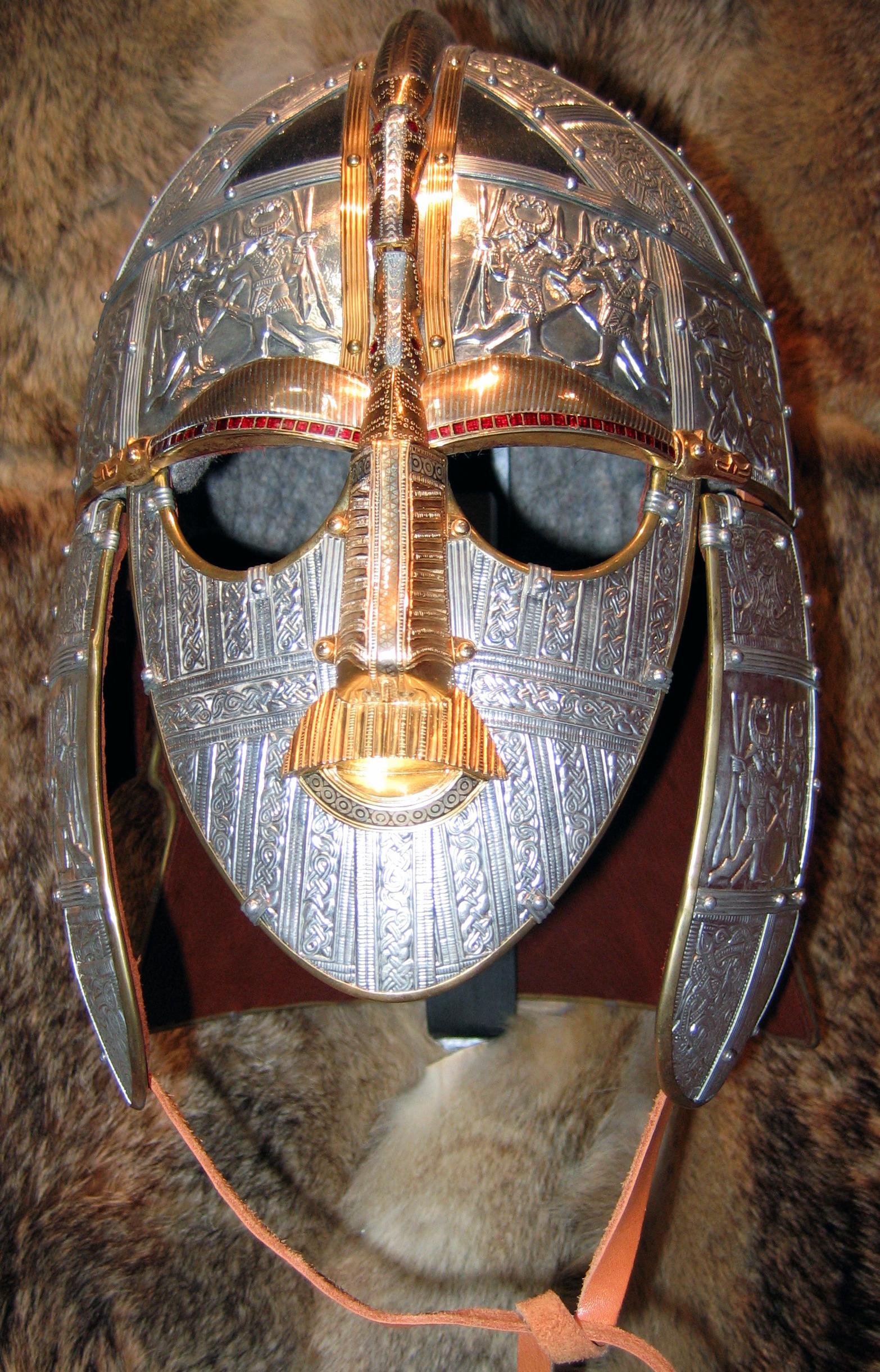
Реконструкция парадного шлема из захоронения англосаксонского короля VI—VII веках из курганного некрополя Саттон-Ху. Предмет основан на позднем римском дизайне, подобные шлемы использовались в римской кавалерии IV—VI веков.

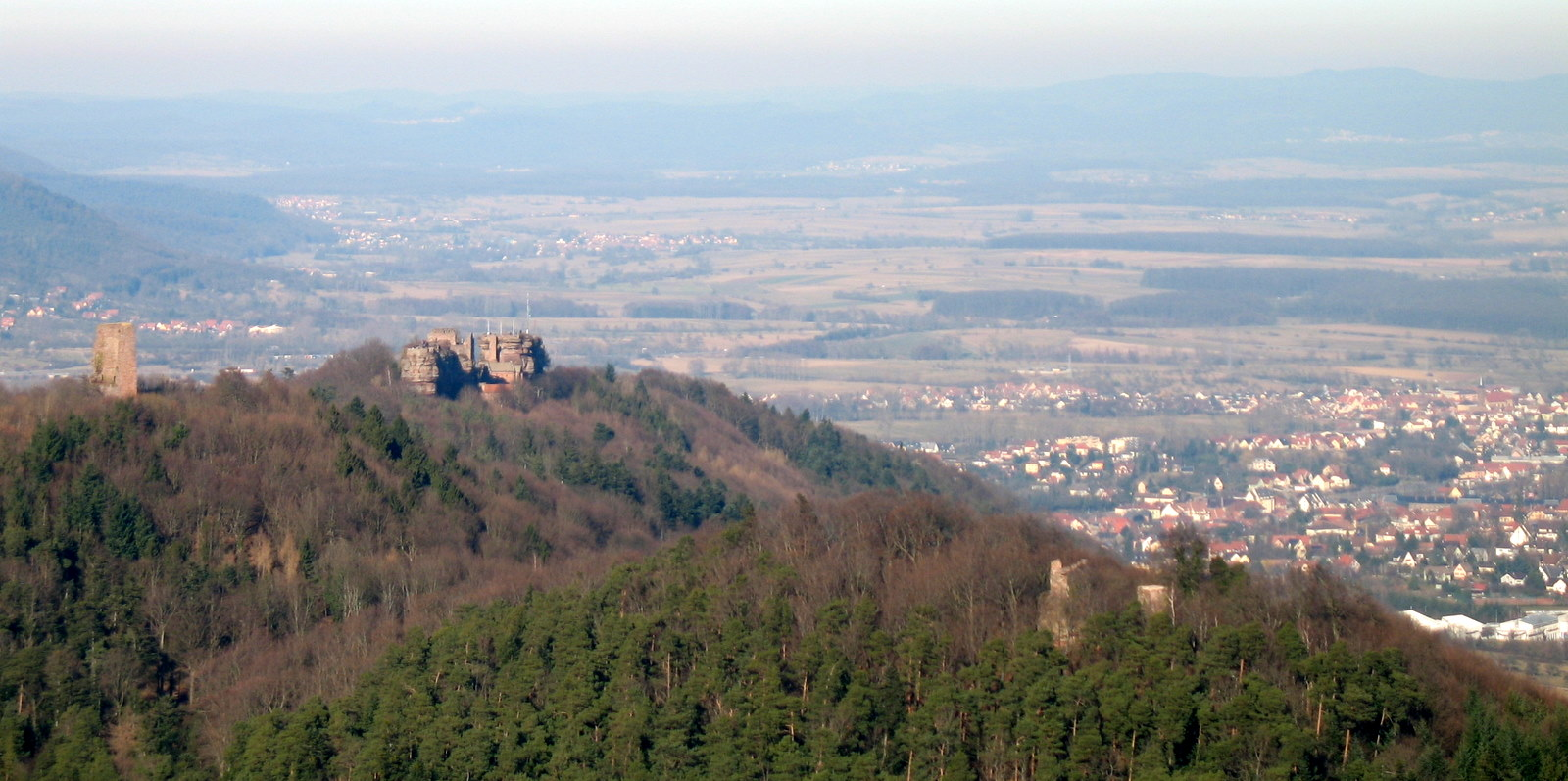
Вид на Саверн (город справа) с предгорий Вогезов. На холме находятся развалины укреплений различных эпох, включая средневековое Chateau de Geroldseck (справа).

Цезарь начал восстанавливать разрушенную во время вторжения крепость Трёх Таберн (Саверн), которая находилась на дороге Mediomatrici (Мец) — Аргенторат и занимала ключевой путь в северный Эльзас через горы Вогезы. Сама крепость располагалась на холмах и позволяла контролировать долину Рейна.
Тем временем, предположительно в окрестностях Аргентората, авангард войска Барбациона попал в засаду сильного отряда варваров в тот момент, когда в лагерь прибыл посланник цезаря Северус. Попавшая под удар часть римской армии в беспорядке отступила, после чего Барбацион с остатками войск отступил в Реций, потеряв большую часть маркитантов, перевозных животных и багаж. После этого полководец без разрешения Юлиана окончательно увёл своё войско на зимние квартиры в Италию, несмотря на то, что борьба с алеманнами в Эльзасе была в самом разгаре. В результате римские силы в Галлии уменьшились на 2/3, а план кампании оказался под угрозой срыва. Роль Констанция в произошедшем не установлена, сомневавшийся Марцеллин возлагал вину на трусость и зловредность Барбациона.
Хнодомар был обеспокоен укреплением Саверна Юлианом, который в кампании 355—357 годов поставил под угрозу его власть над Эльзасом и возможность продвижения вглубь Галлии. Регион алеманны уже несколько лет считали своей собственностью по праву завоевания, Хнодомар также заявлял о существовании писем от Констанция, которые подтверждали эти права. Лёгкость побед над двумя магистрами (до разгрома Барбациона варвары нанесли поражение соратнику Магненция Деценцию) и вести от перебежчика-скутария, который сообщал, что цезарь располагал всего 13 тыс. солдатами, ободрили алеманнов и заставили их забыть о прежнем страхе перед римскими легионами.
Вожди алеманнов призвали всех соплеменников, назначив место сбора в Аргенторате. Их также поддержали алеманнские кантоны Реции, с которыми Констанций в 355 году заключил мир. Лояльные к римлянам лидеры племён были свергнуты собственными оптиматами: Гундомад был убит, а Вадомар был вынужден разрубить договор собственным мечом; после чего их воины присоединились к Хнодомару. Также за денежную награду и в благодарность за оказанные в прошлом услуги была получена помощь от неалеманнских племён. По оценкам Аммиана, в Аргенторате алеманнские цари собрали 35 тыс. воинов (цифра может быть несколько завышена), пленный разведчик сообщил римлянам об их трёхдневном переходе по городскому мосту через Рейн. На военном совете вожди варваров решили заманить Юлиана в битву и благодаря численному превосходству уничтожить его войско. Будучи уверенными в победе, алеманны для ускорения развязки решили спровоцировать Юлиана письмом с требованием немедленно покинуть Эльзас. Получив извещение, Юлиан из-за дерзкого его содержания приказал заключить посланника под стражу, посчитав его лазутчиком.
Цезарь был вынужден делать сложный выбор. Безопаснее всего было бы проигнорировать вызов и оставить войска в укреплённых лагерях в ожидании подкреплений, даже если бы они прибыли к концу следующего года. Но действия Барбациона и неудачи имперских комитатов ставили под сомнение саму возможность прибытия подкреплений и их боеспособность. При этом Галлия в сезон сбора урожая оставалась бы уязвимой для нового варварского нашествия. Также сами солдаты жаждали вступить в бой, отказ от которого мог надломить их моральный дух и спровоцировать мятеж. К тому же алеманны были не рассыпаны мелкими группами, а сосредоточены в одном месте, и победа в сражении сокрушила бы их вторжение, на чём особенно настаивал префект претория Галлии Флоренций, занимавшийся обучением и снабжением новобранцев. В прошлом в сражениях римляне почти всегда побеждали варваров за счёт лучшего обучения, организации и экипировки, но в данном случае риск поражения был значительно выше ввиду большого численного превосходства алеманнов. В итоге Юлиан решил выступить против них со всеми имевшимися силами.

## Сражение

### Подготовка
Летом, возможно, к августу 357 года (стояла горячая погода, а пшеница на полях созрела) Юлиан завершил восстановление укреплений Трёх Таберн. Дата сражения весьма условна из-за неоднозначных утверждений Марцеллина, которые могли появиться из-за ошибок при переписывании. Предположительно римская армия выдвинулась на рассвете, и, пройдя 21 римскую милю, к полдню подошла к варварским укреплениям (vallum) около Аргентората (в труде Аммиана содержится утверждение, что армия цезаря была вынуждена передвигаться и ночью, что, однако, противоречит всем остальным данным и вряд ли происходило в действительности). После этого, скорее всего, войско остановилось у Трёх Таберн, так как это последнее известное их местоположение перед битвой, к тому же Саверн был связан дорогой с Аргенторатом.
К концу похода Юлиан обратился к своим солдатам с речью. Согласно ей римляне построили или планировали построить по устоявшейся военной практике укреплённый походный лагерь. Цезарь был обеспокоен усталостью своих людей, которые безостановочно шли шесть часов под палящим солнцем, и предложил отложить сражение до следующего дня, разбив лагерь и остановившись на отдых. Офицеры и простые солдаты потребовали немедленно вести их в бой. Юлиан, гордившийся своей склонностью действовать на основании консенсуса, согласился с войсками. При этом утверждения Аммиана, что битва и дальнейшее преследование врага окончились после заката солнца, указывают на то, что армия не могла вступить в битву в полдень без нескольких часов отдыха и восстановления (и пары часов на возведение лагеря, если это было сделано). Это позволяет считать, что битва началась в конце дня.
Предупреждённый разведчиками о прибытии римлян, Хнодомар вывел своё войско на заранее выбранное место перед разрушенными стенами Аргентората — пологий холм в нескольких милях от Рейна, частично окружённый полями со спелой пшеницей. Либаний сообщал, что с одной стороны «возвышался источник воды» (возможно, акведук или канал), построенный над болотом. Но это противоречит замечанию Аммиана, что бой происходил на высоте (поскольку вода не может течь в гору), что может объясняться искажённой деталью описания другого сражения цезаря. Одна из главных теорий гласит, что битва произошла недалеко от деревни Оберхаусберген в 3 км к северо-западу от Страсбурга. Западный край поля боя был ограничен римской дорогой Мец—Страсбург, а на противоположной стороне располагался непроходимый для всадников лес.

### Ход сражения

Реконструкция расположения войск алеманнов (синий) и римлян (красный) перед битвой при Аргенторате.

Вероятно, алеманны ожидали благоприятного для себя штурма холма. Левый фланг возглавлял сам Хнодомар со своей кавалерией. Зная о возможной угрозе со стороны римской тяжёлой кавалерии, он разместил среди своих всадников лёгкую пехоту, надёжно укрытую пшеницей. В рукопашном бою они должны были бы калечить вражеских лошадей ударами в подбрюшье, и под тяжестью собственных доспехов катафрактарии рухнули бы на землю. Правый фланг во главе с племянником Хнодомара молодым Серапионом блокировал путь в Аргенторат, в то время как в лесу прятался сильный отряд. Остальная армия, похоже, была разделена на отряды пагов под командованием пяти главных и десяти более мелких царей.
Юлиан разместил свою пехоту в две линии, отдалённые друг от друга и состоявшие из нескольких рядов. Это было обычным элементом римской тактики: войска из резервной линии могли помешать прорыву участков первой линии и не допустить возможность его возникновения. Во время сражения пешие лучники (сагиттарии) занимали задний ряд первой линии и могли вести огонь через ряды собственной пехоты. Но в начале битвы лучники иногда становились перед главной линией, чтобы обстрелом разрушить вражеский строй. Хотя римские лучники явно превосходили германских, об этих действиях лучников Марцеллин ничего не сообщает. На правом фланге была расположена вся кавалерия. Возможно, лёгкие всадники были размещены спереди для изматывания врага перед нападением тяжёлой кавалерии. Отдельный отряд Северуса был расположен перед лесом, через который должна была пройти неожиданная атака на правый фланг алеманнов. Сам цезарь, вероятно, с сопровождением из 200 схолариев занимал позицию между двумя пехотными линиями, которая позволяла ему безопасно и с близкого расстояния наблюдать и руководить сражением.
Лучшим вариантом быстрой победы для Юлиана был удар кавалерией. Этому способствовала бы не только меньшая численность германских всадников, но и их уязвимость из-за отсутствия брони. При разгроме алеманнской кавалерии римская конница могла ударами по флангам и тылу принести остальным войскам победу. При этом римская кавалерия должна была атаковать противника построением в форме клина: впереди бы находились катафрактарии, прикрываемые с флангов бронированной кавалерией; расположенная на крайнем правом фланге лёгкая кавалерия была бы готова отразить возможный обход с фланга и организовать преследование отступающих вражеских всадников. Само столкновение должно было привести к разрушению вражеского строя, после чего алеманнов можно было одолеть в ближнем бою. В случае неудачи исход сражения зависел от войск пехоты, преимуществами которой было лучшее снаряжение, методы обучения и дисциплины.

### Бой
После построения обеих армий, алеманнские воины потребовали, чтобы Хнодомар и другие вожди спешились и повели основную часть пехоты в бой, на что получили согласие. Из-за этого Хнодомар лишился возможности следить за сражением в целом и учитывать ситуацию на других участках боя. Одновременно Юлиан мог благополучно пользоваться этим преимуществом, несмотря на то, что его точное местоположение во время боя неизвестно.
Атаке основных сил римской кавалерии предшествовали действия лёгкой кавалерии: конные лучники могли применить «парфянскую тактику»: приблизиться к врагу на расстоянии выстрела, обстрелять его залпом стрел и отступить, держа врага на расстоянии и избегая преследования. Этот приём можно было повторить несколько раз, нанеся врагу серьёзные потери и даже выманив на преждевременную и дезорганизованную атаку. Однако германская кавалерия была скована своей пехотной поддержкой, которая двигалась значительно медленнее.
Римская тяжёлая кавалерия атаковала алеманнскую конницу и, как и ожидал Хнодомар, пехота с земли начала калечить лошадей, добивая их всадников. Потрясённые происходящим и ошеломлённые гибелью своего трибуна, катафракты в панике бежали с поля боя, врезавшись в стоявшую на правом фланге пехоту. Однако последняя удержала строй, поскольку в её составе были опытные отряды входивших в ауксилию палатину брахиатов и корнутов. Юлиан поднял боевой дух собравшихся за этими линиями катафрактов. Согласно Зосиме, одно подразделение катафрактов отказалось возвращаться в бой, за что цезарь после битвы в качестве наказания приказал им надеть женскую одежду (ранее подобное наказывалось децимацией, но, похоже, Юлиан был вынужден учитывать малочисленность своих войск, ибо через шесть лет в персидском походе в аналогичном случае под децимацию попал кавалерийский отряд). Об остальной части кавалерии Марцеллин ничего не сообщает, но очевидно, что германские всадники не смогли развить свой успех на римском правом фланге.
Воодушевлённые успехом соратников, солдаты первой линии войска алеманнов с боевым кличем устремились навстречу первой линии римлян, построивших барьер из стены щитов. После безуспешных попыток прорваться сквозь копья группа вождей и их лучших воинов собрали компактную группу (globus), которая при поддержке передних рядов начала двигаться на врага. Этой формацией, похоже, был знакомый римлянам caput porcinum — защищённый по краям ударный клин. Ценой больших усилий варвары прорвались через первую линию, оставшиеся части которой благодаря опыту продолжили сдерживать противника.
Согласно Аммиану, на левом римском фланге Северус предвидел возможную лесную засаду. В то же время Либаний рассказывает о лесном столкновении римлян с алеманнами и победе над ними. Версия Аммиана выглядит предпочтительней, так как попадание в засаду не давало Северусу каких-либо преимуществ. Хотя Марцеллин не сообщает о дальнейших событиях на этом участке боя, но, вероятно, варвары, устав выжидать, напали на Северуса, который их разбил.
В это время значительная часть алеманнов прорвала заслоны и врезалась в центр второй линии римлян, однако элитный легион Primani и батавские когорты выдержали натиск и контратаковали врага. Прорехи первой линии теперь были заполнены солдатами либо с её флангов, либо прибывшими легионерами Primani (Аммиан не указывает, кем именно). Первая линия римлян, растянувшаяся на левом фланге за счёт второй линии (и возможного содействия отряда Северуса), начала движение на врага с тыла и флангов. Моральный дух варваров к этому моменту упал из-за отсутствия какого-либо успеха при существенных потерях. Давление на войско алеманнов начало усиливаться — на флангах началось методичное истребление солдат, центр оказался плотно окружён и лишился возможности манёвра. После усиления римского натиска варвары дрогнули: в панике алеманны разорвали строй и начали бежать с поля боя. Римская кавалерия и пехота начали преследование, перебив многих варваров на пути к Рейну. Значительная часть алеманнов попыталась переплыть Рейн, но большинство из них погибли под огнём римских стрелков или утонули под тяжестью собственных доспехов.
В самом сражении варвары потеряли 6 (Аммиан) — 8 тыс. человек (Либаний), ещё несколько тысяч погибли при переправе через реку. Предположительно варвары лишились около трети своего войска, но большей его части вместе с 8 вождями удалось покинуть окрестности Аргентората. Римляне потеряли всего 243 солдата, в том числе 4 трибунов (двое из которых командовали катафрактами).
Хнодомар со своей свитой бежал с поля боя, надеясь добраться до заранее приготовленных лодок у разрушенной римской крепости Конкордия (Лотербур) примерно в 40 км от Аргентората. Но они были перехвачены и пленены римским конным отрядом в лесу на берегу Рейна. Приведённый к Юлиану, он просил его о пощаде, после чего был отправлен ко двору Констанция в Милан. Вскоре после битвы вождь умер от болезни в лагере для пленных варваров в городе Рим.

## Последствия

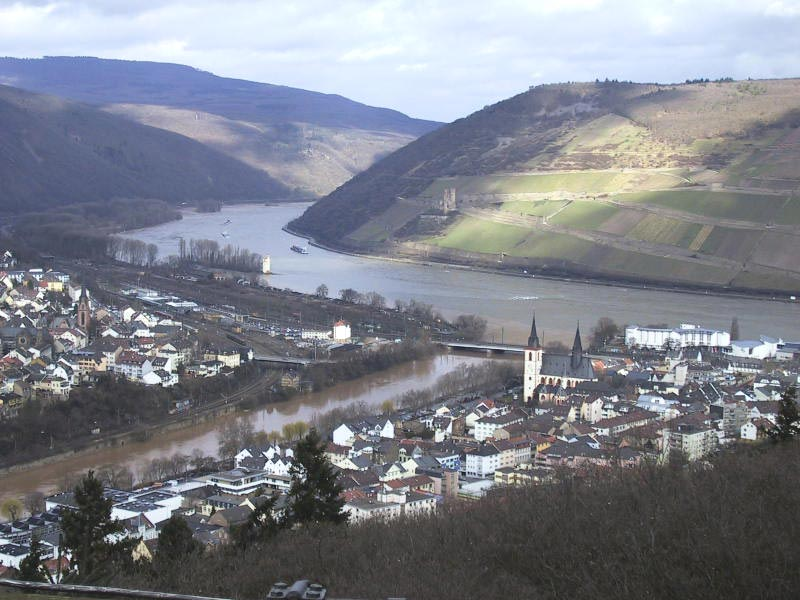
Бинген-на-Рейне, расположенный на обоих берегах реки Наэ. В 359 году Юлиан восстановил римскую крепость на этом стратегическом месте.

После сражения римские войска провозгласили Юлиана августом, но он отказался от титула, так как легально он мог быть пожалован лишь Констанцием. В результате сражения алеманны были изгнаны за границы империи.
Аргенторат стал поворотной точкой в военной кампании Юлиана, лишив его противников прежней инициативы и выведя из-под военных действий территорию Галлии. С этого момента Рим мог ежегодно организовывать вторжения на вражескую территорию, принуждая варваров принять статус трибутариев (данников империи). В то же время Юлиан мог начать восстановление разрушенной линии укреплений в регионе.
В 357 году Юлиан вторгнулся на земли алеманнов за Рейном, после опустошения которых занялся восстановлением крепости в Agri Decumates, построенной при Траяне в начале II века. С побеждёнными варварами было заключено 10-месячное перемирие.
В 358 году цезарь перешёл нижний Рейн и заставил франкские племена савиев и хамавов стать трибутариями. Также были восстановлены три ключевых крепости на реке Мёз и подчинены новые цари алеманнов Гортариус и Сурмариус.
В 359 году Юлиан восстановил 7 крепостей и городов на среднем Рейне, включая Бонну (Бонн) и Бингиум (Бинген-на-Рейне), используя для этого алеманнские припасы и людей. После этого он снова пересёк Рейн и опустошил земли тех царей, что участвовали в битве при Аргенторате, включая Вестралп. Алеманны были вынуждены подчиниться и возвратить на родину тысячи римлян, ранее угнанных в рабство.